# Hespèrion XXI

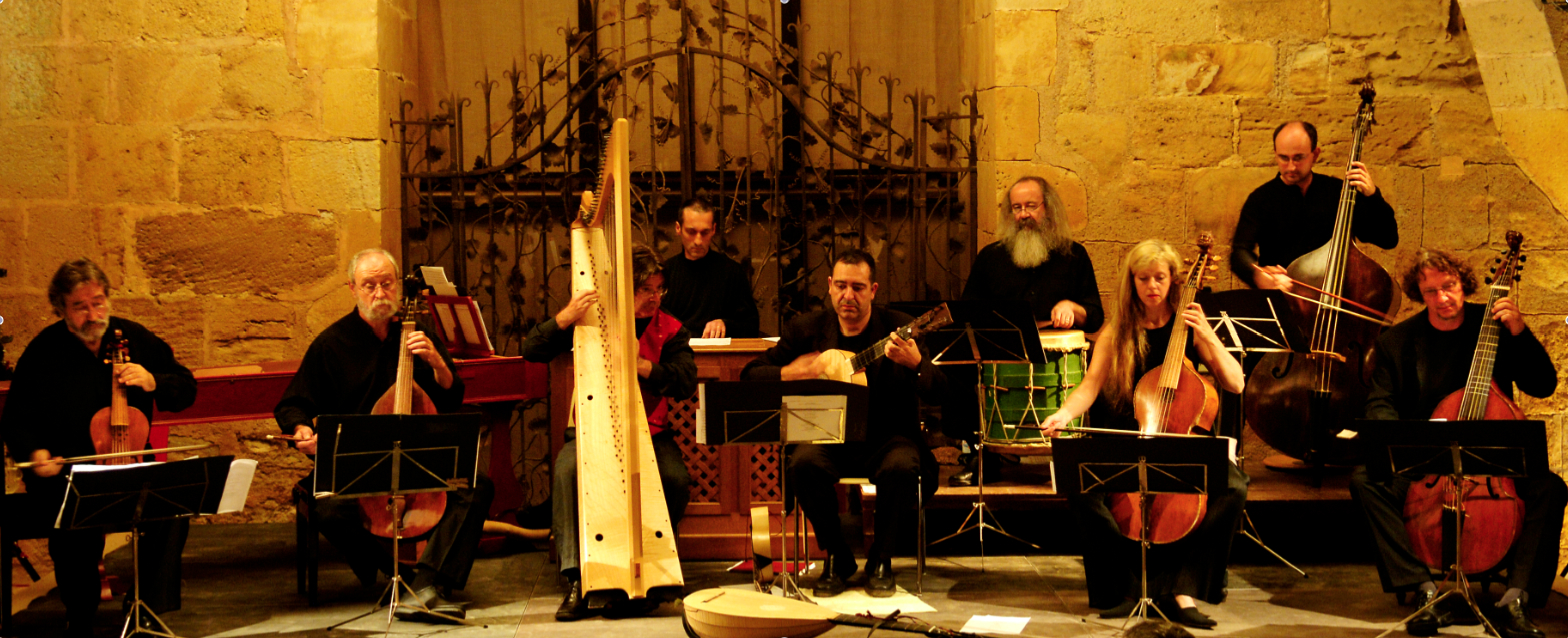
Hespèrion XXI

Hespèrion XXI — міжнародний ансамбль старовинної музики. Гурт був створений у Базелі, Швейцарія, у 1974 році під назвою Hespèrion XX. Засновники: каталонський музичний керівник Жорді Саваль, його дружина Монтсеррат Фігерас, Лоренцо Альперт та Гопкінсон Сміт. Ансамбль змінив назву на Hespèrion XXI на початку 21 століття. Назва «Hespèrion» походить від слова в класичній грецькій мові, яке стосувалося людей Італійського та Піренейського півостровів.
Ансамбль відомий своїми дослідженнями старовинної музики, особливо музики Іспанії 16-го та 17-го століть. Їхня виконавська практика відзначається вільним використанням імпровізації навколо основних мелодичних і ритмічних структур ранніх творів, що призводить до великої емоційної близькості та безпосередньості.

## Склад ансамблю
- Жорді Саваль (Jordi Savall) — смичкові інструменти, зокрема віола да гамба,
- Монтсеррат Фігерас (Montserrat Figueras) — сопрано,
- Лоренцо Альперт (Lorenzo Alpert) — флейта, перкусія,
- Гопкінсон Сміт (Hopkinson Smith) — струнні інструменти.

## Нагороди
- Grand Prix de l'académie du Disque Français
- Edison-Prijs Amsterdam
- Grand Prix du Disque of the Charles Cros Academy of France
- Grand Prize of the Japanese Recording Academy
- Cannes Classic Award
- Diapason d'Or
- Grand Prix FNAC
- Giorgio Gini Foundation Prize

## Вибрана дискографія

### Як Hespèrion XX
Примітка. Ім’я композитора Juan del Encina (або Enzina) написане нижче так, як надруковано на обкладинках окремих компакт-дисків.
- 1976 — Music from Christian and Jewish Spain, 1450—1550. Villancicos and romances from the cancioneros Colombina, Palacio, and Upsala; recercadas from the Trattado de Glossas; and sephardic romances from the Romancero.
- 1978 — "Cansós de Trobaritz". A recording of songs of Catalan Troubadours.
- 1979 — Llibre Vermell de Montserrat. A 14th century pilgrimage
- Feb. 1990 — consort music by Jenkins (Astrée Auvidis)
- 1991 — Juan Del Enzina: Romances & Villancicos, Salamanca, 1496. Works by Spanish composer Juan del Enzina honouring King Ferdinand II of Aragon and Queen Isabella of Castille. The lyrics express Spain's anticipated rise to greatness as adventurers, such as Columbus, set off to return the world's riches to the homeland, thereby assuring Spain's wealth and power.
- 1991 — Lope de Vega: Intermedios del Barroco Hispanico, 1580-1680
- 1993 — Matthew Locke, Consort of Fower Parts 1650-1660
- Oct. 1994 — consort music by Purcell (Astrée Auvidis)
- 1998 — Elizabethan Consort Music 1558—1603, Works by Alberti, Parsons, Strogers, Taverner, White, Woodcoock & Anonymes
- 1999 — El Barroco Hispánico
- 2001 — Music for the Spanish Kings
- 2001 — J. S. Bach: Die Kunst Der Fuge

### Як Гесперіон XXI
- 2000 — Diáspora Sefardí, Alia Vox — a recreation of music of the Eastern Sephardic communities
- 2002 — Ostinato, Alia Vox
- 2004 — Isabel I: Reina de Castilla, Alia Vox
- 2005 — Altre Follie, Alia Vox
- 2006 — Orient-Occident, Alia Vox
- 2008 — Estampies & Danses Royales: Le Manuscrit du Roi ca. 1270—1320, Alia Vox
- 2009 — The Book of the Science of Music by Dimitrie Cantemir, Alia Vox
- 2009 — Le Royaume Oublié: La croisade contre les Albigeois — La tragédie Cathare, Alia Vox
- 2011 — La Sublime Porte: Voix d'Istanbul, 1430—1750, Alia Vox
- 2013 — Esprit des Balkans, Alia Vox[3]
- 2016 — GRANADA 1013—1502, Alia Vox